# Pięcioksiąg konfucjański

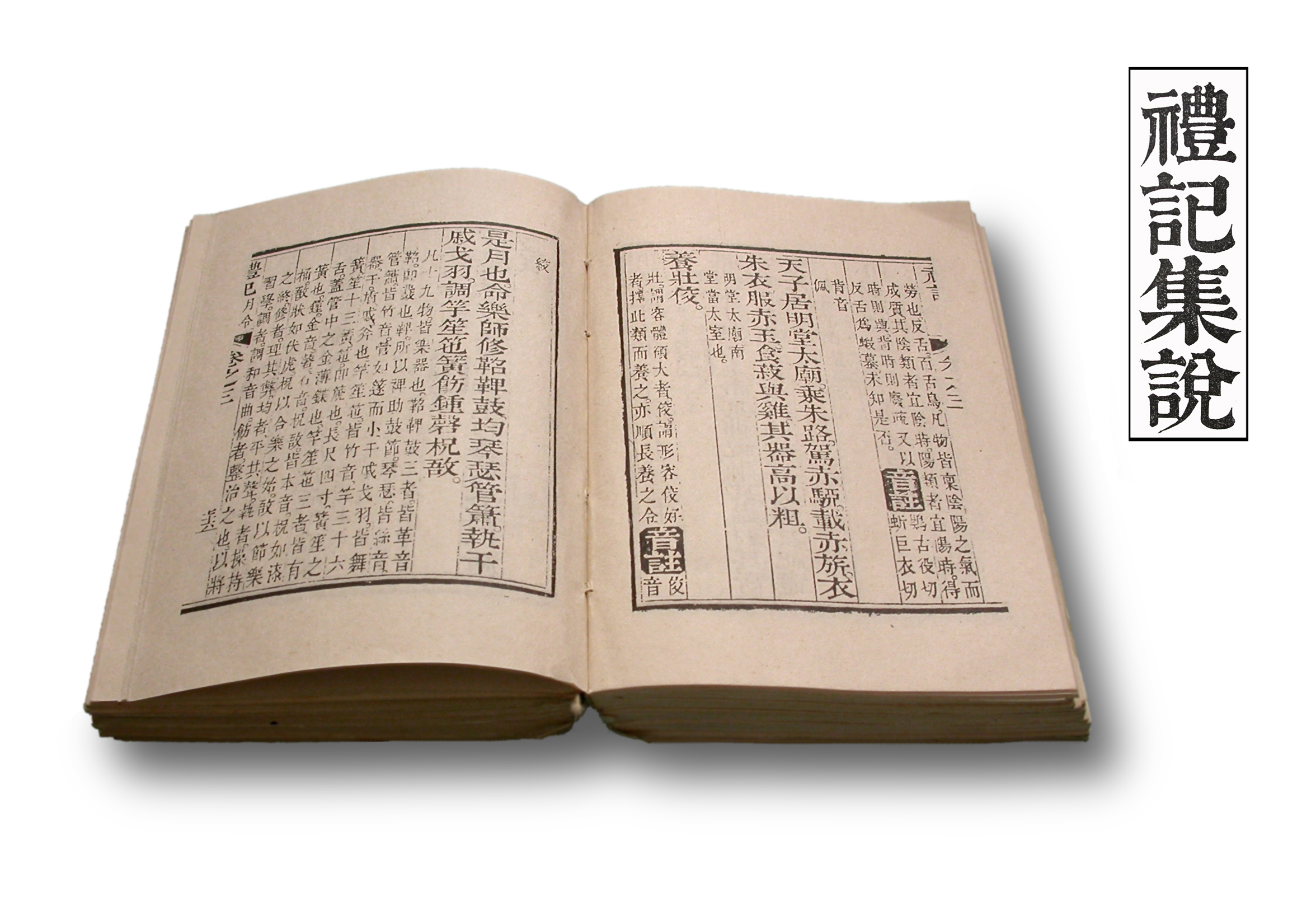
Liji

Pięcioksiąg konfucjański (chiń. upr. 五经; chiń. trad. 五經; pinyin Wǔjīng) – zestaw pięciu ksiąg klasycznych w Chinach. Ich autorstwo tradycja przypisuje Konfucjuszowi, jednak z ustaleń sinologów wynika, iż pierwsze trzy księgi powstały jeszcze przed Konfucjuszem. 
W skład Pięcioksięgu konfucjańskiego wchodzą:
- Księga Przemian (Yijing)
- Księga Pieśni (Shijing)
- Księga Rytuałów (Liji)
- Księga Dokumentów (Shujing)
- Kronika Wiosen i Jesieni (Chunqiu)

Pierwotnie istniała jeszcze szósta księga – Księga Muzyki (Yuejing), która zaginęła pod koniec panowania dynastii Zhou.
Księgi Pięcioksięgu konfucjańskiego, wraz z Czteroksięgiem konfucjańskim odgrywają w Chinach rolę podobną do Biblii w społeczeństwach zachodnich. Stanowią podstawę etyki i filozofii.
Oryginalne teksty Pięcioksięgu zostały spalone w III wieku p.n.e. z rozkazu cesarza Shi Huangdi. Odtworzono je na podstawie przekazów ustnych i zachowanych fragmentów w okresie dynastii Han.